# Drahenický mlýn
Vodní mlýn v Drahenicích v okrese Příbram je vodní mlýn, který stojí na Mlýnském potoce
severně od obce při východní hrázi rybníka Slepče. Je chráněn jako nemovitá kulturní památka České republiky.

## Historie
Mlýn pochází z let 1770–1780; poslední stavební úpravou prošel počátkem 19. století. Je složen z vlastního mlýna a samostatně stojící hospodářské budovy s chlévem a kolnou. Patřila k němu také zděná stodola, která byla zbořena.

## Popis
Ve mlýně se dochoval barokní krov. Voda na vodní kolo vedla náhonem od rybníka přes stavidlo a odtokovým kanálem se vracela do potoka; vodní kolo zaniklo.